# Montmorenci
Montmorenci – jednostka osadnicza w Stanach Zjednoczonych, w stanie Indiana, w hrabstwie Tippecanoe.